# Изаксон, Леонид Семёнович
Леони́д Семёнович Изаксо́н (2 (15) февраля 1914 — 24 января 1989) — советский оператор и режиссёр неигрового кино.

## Биография
Родился 15 февраля 1914 года в Александровске Екатеринославской губернии (ныне — Запорожье, Украина).
В 1939 году после окончания операторского факультета ВГИКа начал работать ассистентом оператора на Ленинградской студии кинохроники. В 1941 году Дзерджинским РВК г. Ленинграда был призван в ряды РККА в группу фронтовых кинооператоров. Член ВКП(б) с 1941 года.
 Из собрания документов по истории фронтовой кинохроники — монтажных листов известно о съёмках Л. Изаксона в партизанских соединениях Ленинградского фронта (с сентября 1942 года), а также съёмках в составе киногруппы 3-го Прибалтийского фронта. Награждён орденом Красной Звезды (1942) и другими медалями.
После окончания ВОВ вновь оператор (c ноября 1945 года), а затем и режиссёр Ленкинохроники (Ленинградской студии документальных фильмов).
 Член Союза кинематографистов СССР с 1958 года. Л. Изаксоном снято более 300 сюжетов для кинопериодики студии («Ленинградская кинохроника», «По Карело-Финской ССР», «Северный Кавказ»), кроме собственных фильмов он выступил режиссёром более 100 сборников киножурналов. «Наш край № 36» получил первую премию среди киножурналов за 1955 год. Сотрудничал и с другими студиями СССР.
Был женат. В 1975 году вместе с семьёй репатриировался в Израиль, в связи с чем 21 августа того же года был исключён из Союза кинематографистов СССР.
Л. С. Изаксон скончался 24 января 1989 года в Бат-Яме (Израиль).

## Фильмография

### Режиссёр
- 1954 — Рудненская МТС
- 1957 — Памятники старины
- 1957 — Международная встреча
- 1958 — Киноконцерт мастеров Ленинграда
- 1958 — Ленинская гвардейская
- 1959 — Искусство, рождённое в горах[6]
- 1960 — Невский завод
- 1960 — Они приближают будущее
- 1960 — Яков Михайлович Свердлов
- 1961 — Вторая Родина[8]
- 1962 — Ваш друг Жан-Луи Барро[9]
- 1962 — Дело стоило того, Джек[10]
- 1963 — Дороги юности
- 1964 — Навстречу морю[11]
- 1966 — Вместе с песней
- 1966 — Бенц и так далее
- 1967 — Голоса и судьбы[12]
- 1967 — Итак, финал![13]
- 1968 — Северное сияние[14]
- 1969 — Встреча с солнцем
- 1969 — Заполярье[15]
- 1970 — Вологда, Марии Ульяновой[16]
- 1970 — На повестке дня[17]
- 1972 — Репортаж о кино[18]
- 1972 — Хочу быть рабочим[19]
- 1973 — Рубежи трудовой России
- 1973 — Полёт

### Оператор
- 1942 — Ленинград в борьбе (совм. с группой операторов)
- 1943 — В тылу врага (совм. с Б. Дементьевым, Н. Голодом)
- 1943 — Народные мстители[20]
- 1944 — Восьмой удар
- 1945 — Великая победа под Ленинградом
- 1951 — На озере Селигер[21]
- 1952 — На стройках Ленинграда (совм. с Н. Блажковым, В. Козыревым)
- 1953 — 1-е Мая в городе Ленинграде (совм. с О. Ивановым, С. Барташевичем, Н. Блажковым, Овсянниковым и др.)
- 1953 — Школа в лесу
- 1954 — В часы торговли
- 1954 — Рудненская МТС